# PSKH2
PSKH2 (англ. Protein serine kinase H2) – білок, який кодується однойменним геном, розташованим у людей на 8-й хромосомі. Довжина поліпептидного ланцюга білка становить 385 амінокислот, а молекулярна маса — 43 027.
| 10         |  | 20         |  | 30         |  | 40         |  | 50         |
| ---------- |  | ---------- |  | ---------- |  | ---------- |  | ---------- |
| MGCGASRKVV |  | PGPPALAWAK |  | HEGQNQAGVG |  | GAGPGPEAAA |  | QAAQRIQVAR |
| FRAKFDPRVL |  | ARYDIKALIG |  | TGSFSRVVRV |  | EQKTTKKPFA |  | IKVMETRERE |
| GREACVSELS |  | VLRRVSHRYI |  | VQLMEIFETE |  | DQVYMVMELA |  | TGGELFDRLI |
| AQGSFTERDA |  | VRILQMVADG |  | IRYLHALQIT |  | HRNLKPENLL |  | YYHPGEESKI |
| LITDFGLAYS |  | GKKSGDWTMK |  | TLCGTPEYIA |  | PEVLLRKPYT |  | SAVDMWALGV |
| ITYALLSGFL |  | PFDDESQTRL |  | YRKILKGKYN |  | YTGEPWPSIS |  | HLAKDFIDKL |
| LILEAGHRMS |  | AGQALDHPWV |  | ITMAAGSSMK |  | NLQRAISRNL |  | MQRASPHSQS |
| PGSAQSSKSH |  | YSHKSRHMWS |  | KRNLRIVESP |  | LSALL      |  |            |

A: Аланін

C: Цистеїн

D: Аспарагінова кислота

E: Глутамінова кислота

F: Фенілаланін

G: Гліцин

H: Гістидин

I: Ізолейцин

K: Лізин

L: Лейцин

M: Метіонін

N: Аспарагін

P: Пролін

Q: Глутамін

R: Аргінін

S: Серин

T: Треонін

V: Валін

W: Триптофан

Кодований геном білок за функціями належить до трансфераз, кіназ, серин/треонінових протеїнкіназ. 
Білок має сайт для зв'язування з АТФ, нуклеотидами. 